# ВНИПИнефть
Научно-исследовательский и проектный институт нефтеперерабатывающей и нефтехимической промышленности  (сокращенное наименование — ОАО «ВНИПИнефть») — российский проектный институт в городе Москва.

## История
Образован в 1928 году как Государственный институт по проектированию сооружений нефтяной промышленности «Гипронефть», а 18 января 1929 г. на основании Постановления ЦИК СССР и СНК СССР включен в список общесоюзных предприятий, подведомственных ВСНХ Союза ССР.
В период с 1933 по 1951 гг. неоднократно преобразовывается и меняет названия: Нефтепроект, Нефтезаводпроект, Гипронефтезаводы.
В 1951 году создаётся Куйбышевский и Ростовский филиалы. В 1953 году создаётся Омский филиал. В 1968 году переименован в «ВНИПИнефть».
С 1969 года ВНИПИнефть — головная организация Всесоюзного объединения «Нефтехим». В её состав в 1969 году входило 6 филиалов: Ангарский, Горьковский, Куйбышевский, Омский, Ростовский-на-Дону и Уфимский.
С 1991 по 2005 год — некоторые филиалы отделяются в самостоятельные организации.
С 1994 года — Акционерное общество открытого типа «ВНИПИнефть».
В разные годы институтом руководили К. С. Рябовол, Е. А. Шапиро, Н. А. Крысин, И. С. Поляков, И. В. Ефременко, Б. Н. Карпов, Н. И. Сорокин, К. М. Драшковский, В. С. Акимов, В. В. Фёдоров (1969-1978), П. С. Дейнеко (1978-1985), В. М. Никитин, В. М. Капустин (с 2004).